# Jediná pravá církev
Výraz „jediná pravá církev“ se vztahuje k ekleziologickému postoji, který tvrdí, že Ježíš dal svou autoritu ve Velkém poslání výhradně konkrétní viditelné křesťanské institucionální církvi – což se běžně nazývá denominace. Tento názor zastává katolická církev, pravoslavná církev, starobylé východní společenství, asyrská církev Východu, starověká církev Východu, křesťanské církve/církve Kristovy, církve Kristovy a luteránské církve, jakož i někteří baptisté. Každá z nich tvrdí, že jejich vlastní specifická institucionální církev (denominace) představuje výhradně jedinou a původní církev. Nárok na titul „jediné pravé církve“ souvisí s prvním ze čtyř znaků církve uvedených v Nicejském vyznání víry: „jedna, svatá, katolická a apoštolská církev“. Jako takový se také vztahuje k nárokům na katolicitu i apoštolskou posloupnost: uplatňuje dědictví duchovní, církevní a svátostné autority a odpovědnosti, kterou Ježíš Kristus předal apoštolům.
Pojem schizma poněkud zmírňuje konkurenční nároky mezi některými církvemi – „jediná“ může potenciálně napravit schizma, protože usiluje o stejný cíl. Například katolická a pravoslavná církev se navzájem považují za schizmatické a přinejmenším heterodoxní, ne-li heretické, přesto obě vedou dialogy a dokonce se účastní koncilů ve snaze vyřešit rozkol, který mezi nimi existuje.
Mnoho protestantů hlavní linie považuje všechny pokřtěné křesťany za členy duchovní – nikoli institucionální – „křesťanské církve“ bez ohledu na jejich odlišné přesvědčení; toto přesvědčení se někdy označuje teologickým termínem „neviditelná církev“. Někteří anglikáni z anglokatolicismu se hlásí k verzi teorie větví, která učí, že pravá křesťanská církev zahrnuje anglikánskou, pravoslavnou, starokatolickou, starobylé orientální, skandinávskou luteránskou, moravskou, perskou a římskokatolickou větev.
Jiné denominace, například Církev Ježíše Krista Svatých posledních dnů (angl. The Church of Jesus Christ of Latter-day Saints), si také nárokují dědictví autority a odpovědnosti, kterou Ježíš Kristus svěřil apoštolům. Jiné skupiny, jako například Iglesia ni Cristo, věří v učení posledního proroka, kde k takovému nástupnictví nedochází. Církev adventistů sedmého dne se považuje za jedinou pravou církev ve smyslu věrného zbytku.

## Učení podle denominací

### Katolicismus

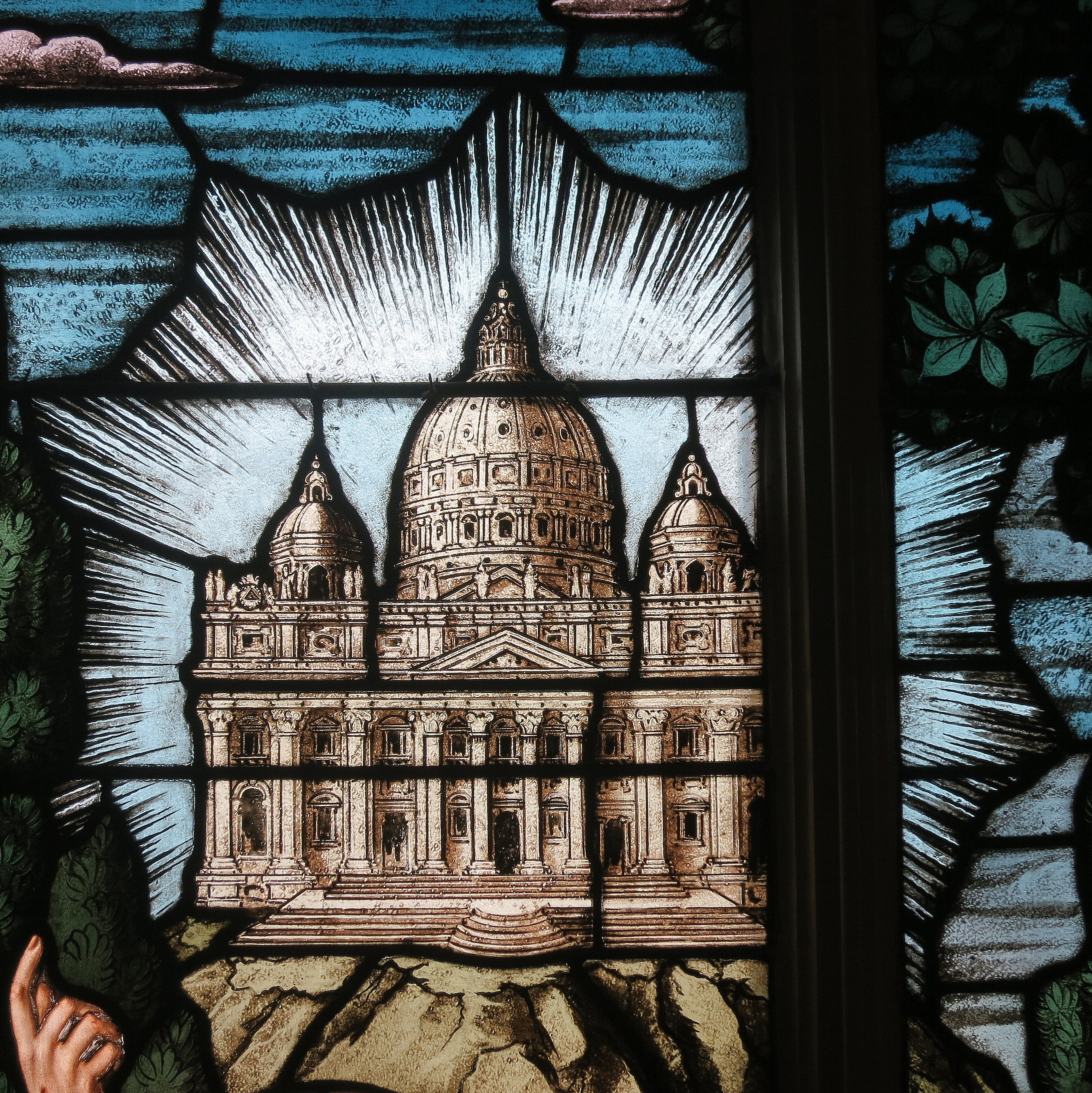
Vitráž v katolickém kostele (sv. Rafaela ve Springfieldu v Ohiu) zobrazující baziliku svatého Petra v Římě, jak sedí „na této skále“, což je odkaz na Matoušovo evangelium –

Římskokatolická církev učí, že Kristus založil pouze „jedinou pravou církev“ a že touto jedinou pravou církví je katolická církev s římským biskupem (papežem) jako její nejvyšší, neomylnou hlavou a místem společenství. Z toho vyplývá, že se považuje za „univerzální svátost spásy lidského rodu“ a „jediné pravé náboženství“.
Podle Katechismu katolické církve katolická ekleziologie uvádí, že katolická církev je „jedinou církví Kristovou“, tj. jedinou pravou církví, která je definována jako „jedna, svatá, katolická a apoštolská“ ve čtyřech znacích církve v Nicejském vyznání víry. Toto učení původně formuloval a potvrdil Nicejský koncil (325 n. l.). Církev učí, že pouze katolická církev byla založena Ježíšem Kristem, který ustanovil dvanáct apoštolů, aby pokračovali v jeho díle jako první biskupové církve. Podle katolické víry je církev „trvalou přítomností Ježíše na zemi“ a všichni řádně vysvěcení biskupové mají přímou posloupnost od apoštolů. Zejména římský biskup (papež) je považován za nástupce apoštola Šimona Petra, od něhož papež odvozuje svou svrchovanou moc nad církví. Papežská encyklika Mystici corporis Christi z roku 1943 dále popisuje církev jako mystické tělo Kristovo. Katolická církev tedy zastává názor, že „jediná církev Kristova, která je ve Vyznání víry vyznávána jako jedna, svatá, katolická a apoštolská ... Tato církev ustavená a organizovaná ve světě jako společenství, trvá v katolické církvi, kterou řídí Petrův nástupce a biskupové ve společenství s ním.“ V Humani generis papež Pius XII. prohlásil, že „mystické tělo Kristovo a římskokatolická církev jsou jedna a tatáž věc“. Druhý vatikánský koncil toto učení zopakoval a v Dekretu o východních církvích uvedl: „Svatá katolická církev, která je mystickým tělem Kristovým, se skládá z věřících, kteří jsou organicky spojeni v Duchu svatém stejnou vírou, stejnými svátostmi a stejným vedením.“
Vatikánská Posvátná kongregace pro nauku víry v odpovědi na některé otázky týkající se učení církve o ní samotné uvedla: „Clarius dicendum esset veram Ecclesiam esse solam Ecclesiam catholicam romanam...“ („Mělo by být jasněji řečeno, že jedině římskokatolická církev je pravá církev...“). A také objasnila, že výraz subsistit in použitý ve vztahu k církvi v dekretu Lumen gentium Druhého vatikánského koncilu z roku 1964 „naznačuje plnou totožnost Kristovy církve s katolickou církví“.
Čtvrtý lateránský koncil v roce 1215 prohlásil, že: „Existuje jedna univerzální církev věřících, mimo kterou není absolutně žádná spása“, vyjádření toho, co je známo jako učení extra Ecclesiam nulla salus.
V encyklice Mortalium animos z 6. ledna 1928 papež Pius XI. napsal, že „v této jediné Kristově církvi nemůže být ani zůstat nikdo, kdo nepřijímá, neuznává a neposlouchá autoritu a svrchovanost Petra a jeho legitimních nástupců“, a citoval výrok Lactantia: „Katolická církev je jediná, která zachovává pravou bohoslužbu. To je pramen pravdy, to je dům víry, to je chrám Boží; nevstoupí-li sem někdo nebo vyjde-li z něho, je cizí naději na život a spásu.“ Druhý vatikánský koncil v letech 1962–1965 proto prohlásil: „Kdo by [...] s vědomím, že katolická církev byla Kristem učiněna nezbytnou, odmítl do ní vstoupit nebo v ní setrvat, nemohl by být spasen.“ Ve stejném dokumentu Koncil dále uvádí: „Církev uznává, že je v mnoha ohledech spojena s těmi, kteří jsou pokřtěni a jsou poctěni jménem křesťan, i když nevyznávají víru v její úplnosti nebo nezachovávají jednotu společenství s Petrovým nástupcem.“ A v dekretu o ekumenismu Unitatis Redintegratio uvedl: „Katolíci musí s radostí uznávat a vážit si skutečně křesťanských darů z našeho společného dědictví, které se nacházejí mezi našimi odloučenými bratry. Je správné a spásné uznávat Kristovo bohatství a ctnostné skutky v životě druhých, kteří vydávají svědectví o Kristu, někdy až k prolití své krve. Vždyť Bůh je ve svých skutcích vždy obdivuhodný a hodný veškeré chvály.“
Katolická církev učí, že plnost „prostředků spásy“ existuje pouze v katolické církvi, ale církev uznává, že Duch svatý může využít církevních společenství, která jsou od ní oddělena, aby „podněcoval ke katolické jednotě“, a tak nakonec přivedl lidi ke spáse v katolické církvi. Učí, že každý, kdo je spasen, je spasen skrze katolickou církev, ale že lidé mohou být spaseni ex voto a před křtem mučednictvím, jakož i tehdy, když jsou přítomny podmínky nepřekonatelné nevědomosti, ačkoli nepřekonatelná nevědomost sama o sobě není prostředkem spásy.
Římskokatolická teologie považuje formální schizmatiky za osoby mimo církev, přičemž pod pojmem „formální schizmatici“ rozumí „osoby, které se s vědomím pravé podstaty církve osobně a vědomě dopustily hříchu schizmatu“. Jiná je situace například těch, kteří byli od dětství vychováváni ve skupině, která není ve společenství s Římem, a kteří jednají v dobré víře a zachovávají téměř celou pravověrnost. Tento diferencovaný pohled se vztahuje zejména na církve východního křesťanství, ještě konkrétněji na pravoslavnou církev, ačkoli stále přetrvávají doktrinální překážky, jako jsou neshody ohledně primátu římského stolce, papežské neomylnosti, povahy očistce, odpustků, neposkvrněného početí a několika dalších důležitých věroučných otázek.

### Pravoslaví
Pravoslavná církev (oficiálně pravoslavná katolická církev) označuje své konfederativní společenství pravoslavných církví jako „jednu, svatou, katolickou a apoštolskou církev“ podle Nicejsko-konstantinopolského vyznání víry a používá tento titul v koncilních a jiných oficiálních dokumentech, například na konstantinopolských synodách konaných v letech 1836 a 1838 a v korespondenci s papežem Piem IX. (r. 1846–1878) a papežem Lvem XIII. (r. 1878–1903).

### Luteránství

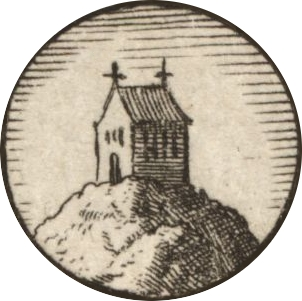
...jedna svatá církev má trvat navěky. Církev je shromáždění svatých, v němž se správně učí evangeliu a správně se udělují svátosti. – Augsburské vyznání

Luteránská církev se považuje za „hlavní kmen historického křesťanského stromu“ založeného Kristem a apoštoly a tvrdí, že během reformace římská církev odpadla. Augsburské vyznání, které se nachází v Knize svornosti, sborníku víry luteránských církví, učí, že „víra, jak ji vyznávají Luther a jeho následovníci, není nic nového, nýbrž pravá katolická víra, a že jejich církve představují pravou katolickou neboli univerzální církev“. Když luteráni v roce 1530 předložili Augsburské vyznání císaři Svaté říše římské Karlu V., věří, že „ukázali, že každý článek víry a praxe je věrný především Písmu svatému a pak také učení církevních otců a koncilů.“
Luteránská teologie proto tvrdí, že:
Pravá viditelná církev může být jen jediná. O tom hovoří náš katechismus v otázce 192: „Koho nazýváme pravou viditelnou církví?“. Odpověď: „Celé množství těch, kteří mají, učí a vyznávají celé učení Božího slova v celé jeho čistotě a mezi nimiž jsou řádně udělovány svátosti podle Kristova ustanovení.“ To, že může existovat jen jedna pravá viditelná církev, a že tedy jedna není stejně dobrá jako jiná, stojí na úvaze, protože existuje jen jedna pravda, jedna Bible, jedno Boží slovo. Je zřejmé, že ta církev, která učí tuto pravdu, celou pravdu a nic než pravdu, je tou pravou viditelnou církví. Kristus říká – Jan 8, 31–32 (Kral, ČEP): „Zůstanete-li v mém slově, pak jste opravdu mými učedníky; poznáte pravdu a pravda vás osvobodí.“ V tomto případě je to pravda. Kristus znovu říká – Mt 28, 20 (Kral, ČEP): „Učte je zachovávat všechno, co jsem vám přikázal.“ Cokoli nám přikázal, tedy jeho slovo, a nic jiného, máme učit. A opět: všemu, co nám přikázal, máme učit. To je tedy ta pravá viditelná církev, která to dělá. Že to však všechny viditelné církve nedělají, je zřejmé z toho, že se mezi sebou neshodnou. Kdyby každá církev učila celou pravdu a nic než pravdu, jak ji Bůh zjevil, nemohly by být žádné rozdíly. Nazýváme-li tedy ostatní denominace církvemi, nechceme tím říci, že jedna církev je stejně dobrá jako druhá. Pouze ta, která je pravou viditelnou církví, která učí a vyznává celé učení Božího slova v celé jeho čistotě a v jejímž středu jsou řádně udělovány svátosti podle Kristova ustanovení. Ze všech církví to lze říci pouze o naší luterské církvi.
Tuto víru zdůrazňují zejména laestadští luteráni.

### Baptisté

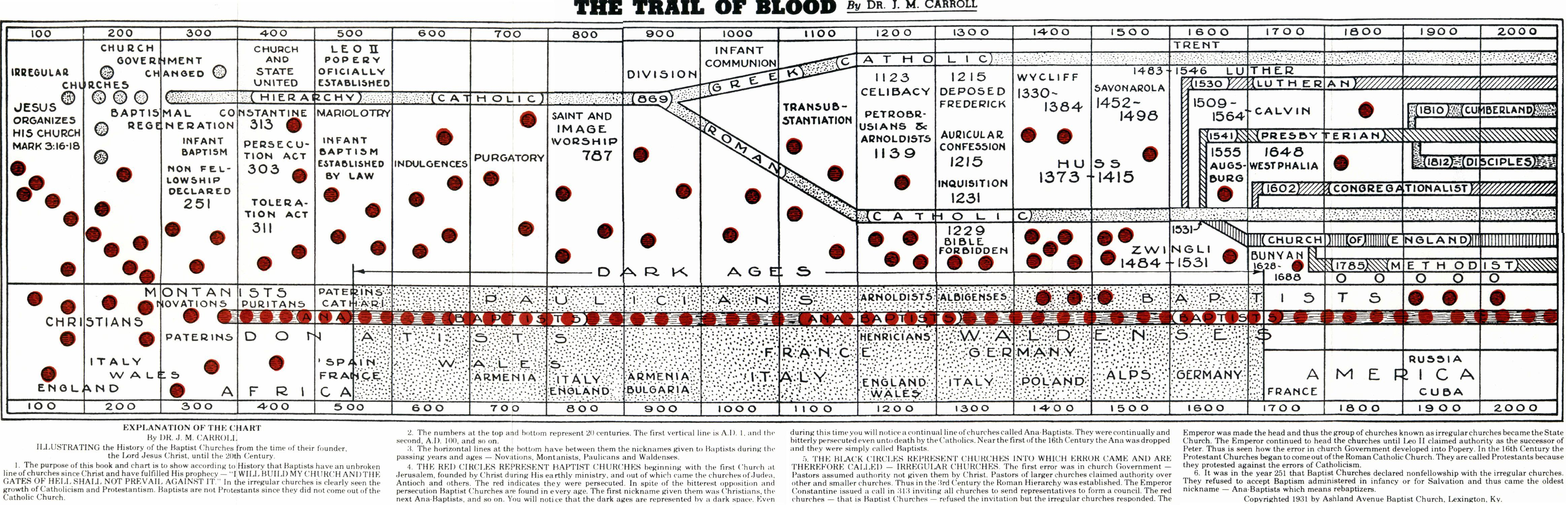
Graf z populární baptistické knihy The Trail of Blood, která učí učení o baptistickém nástupnictví.

Mnozí baptisté, kteří zastávají učení o baptistické posloupnosti (známé také jako landmarkismus), „tvrdí, že jejich historii lze vysledovat napříč staletími až do novozákonních dob“, a „tvrdí, že baptisté představují pravou církev“, která „byla přítomna v každém období dějin“. Tito baptisté tvrdí, že ti, kteří v průběhu dějin zastávali jejich názory, včetně „montanistů, novatiánů, patarinů, bogomilů, paulikiánů, arnoldistů, henriciánů, albigenských a valdenských“, byli pro svou víru pronásledováni, což tito baptisté považují za „velký rozlišovací znak pravé církve“. V úvodu knihy The Trail of Blood, baptistického textu, který vysvětluje učení o baptistické posloupnosti, Clarence Walker uvádí, že „dějiny baptistů, jak zjistil, byly psány krví. Byli nenáviděnými lidmi temného středověku. Jejich kazatelé a lidé byli zavíráni do vězení a nevýslovné množství jich bylo usmrceno.“ J. M. Carroll, autor zmíněného textu The Trail of Blood, se rovněž odvolává na historika Johanna Lorenze von Mosheima, který uvedl: „Před nástupem Luthera a Kalvína se téměř ve všech evropských zemích skrývaly osoby, které houževnatě lpěly na zásadách moderních holandských baptistů.“ Walter B. Shurden, zakládající výkonný ředitel Centra pro baptistická studia na Mercerově univerzitě, píše, že teologie landmarkismu, která je podle něj nedílnou součástí historie Jižní baptistické konvence, zastává myšlenku, že „pouze baptistické církve mohou sledovat svůj původ nepřerušovaným způsobem zpět k Novému zákonu, a proto jsou pouze baptistické církve pravými církvemi.“ Shurden dále píše, že baptisté, kteří zastávají sukcesionismus, věří, že „pouze pravá církev – tedy baptistická církev – může legitimně slavit obřady křtu a Večeře Páně. Jakékoli slavení těchto obřadů nebaptisty je neplatné.“
Baptisté, kteří zastávají tuto ekleziologii, se také neoznačují za protestantskou církev, protože jsou přesvědčeni, že „nepocházejí z církví, které se na protest odtrhly od římské církve. Spíše se těšily nepřetržité historické existenci od dob první církve v novozákonních dnech.“ Tyto názory již obecně nejsou v Jižní baptistické konvenci rozšířeny, ačkoli je stále vyučují některé jižní baptistické církve a mnoho nezávislých baptistických církví, primitivních baptistů (reformovaných baptistů) a některé „sbory přidružené k Americké baptistické asociaci“.

### Anabaptisté

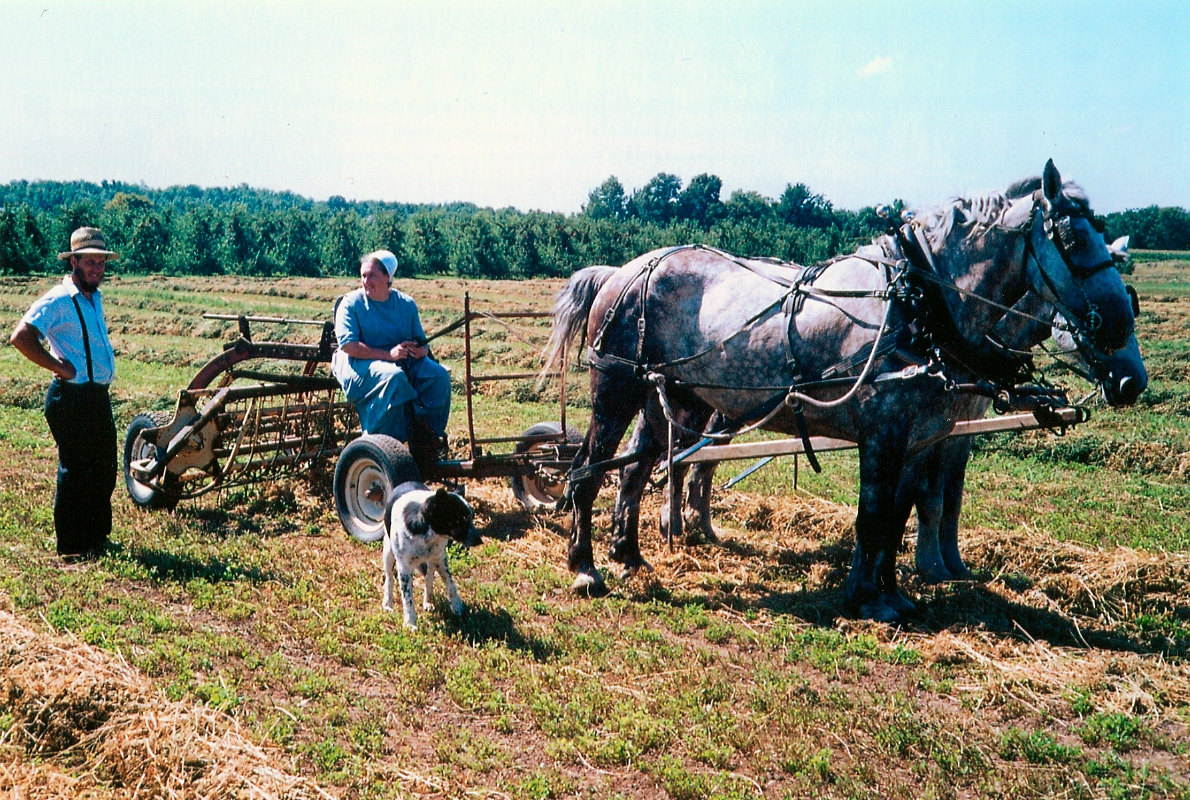
Amišská rodina v Lyndonville ve státě New York

#### Amišové
Amišové, stejně jako ostatní anabaptističtí křesťané, věří, že „zavedená církev se stala zkaženou, neúčinnou a Bohu se nelíbí.“ Amišové věří, že pravá církev je čistá a oddělená od světa:
Amišské bratrství je založeno na chápání církve jako vykupitelského společenství. Pro vyjádření této korporativnosti používají německý termín Gemeinde nebo kratší nářeční verzi vyslovovanou Gemee. Tento pojem vyjadřuje všechny konotace církve, sboru a společenství. Věří, že pravá církev má svůj původ v Božím plánu a po skončení časů bude církev koexistovat s Bohem po celou věčnost. Pravou církev je třeba odlišit od „padlé církve“. ... Boží církev se skládá z těch, kteří „skutečně činili pokání a správně uvěřili; kteří jsou správně pokřtěni ... a začleněni do společenství svatých na zemi“. Pravá církev je „vyvolený rod, královské kněžstvo, svatý národ“ a „shromáždění spravedlivých“. Boží církev je oddělená a zcela odlišná od „svazujícího zvráceného světa“. Kromě toho se církev „pozná podle své evangelijní víry, učení, lásky a zbožného obcování; také podle svého čistého chování a praxe a podle zachovávání pravých Kristových obřadů“. Církev musí být „čistá, nezkažená a bez poskvrny“ – Ef 5, 27 (Kral, ČEP) a musí být schopna prosazovat kázeňská opatření, aby zajistila čistotu života a odloučení od světa.

#### Holdemanští mennonité
Holdemanští mennonité učí, že jejich Církev Boží v Kristu je jedinou pravou církví. Anabaptistický teolog Donald Kraybill napsal:
Ačkoli se v některých ohledech podobají jiným konzervativním mennonitským skupinám, Holdemanská církev učí, že je jedinou pravou Kristovou církví. Jejich učení o jediné pravé církvi, založené na Matoušovi – Mt 16, 18 (Kral, ČEP) a dalších verších Písma, zdůrazňuje posloupnost pravého učení, praxe a učitelů v průběhu staletí a autoritu církve pod vedením Krista.

### Kvakeři
Jak popisuje Francis Howgill v traktátu The Glory of the True Church (Sláva pravé církve), Náboženská společnost přátel tradičně věřila, že po skončení apoštolské éry „pravá církev uprchla na poušť“ a „falešná církev se zviditelnila“. George Fox a jeho následovníci „věřili, že jsou povoláni k provedení pravé reformace, k obnově apoštolského křesťanství a k novému začátku“. Jako taková „byla kvakerská komunita jedinou pravou církví, a proto se očekávalo, že ti, kteří se obrátili díky kvakerskému kázání, se k ní připojí.“ Mezi některými kvakery došlo k „posunu od toho, že jsou jedinou a pravou církví, k tomu, že jsou součástí pravé církve“, a tak „manželství s nekvakery začalo být mnohými v kvakerské komunitě akceptováno“, ačkoli „stále museli uzavírat sňatky v rámci domu setkávání a také získat souhlas.“

### Metodismus
Viz též: Arminianismus

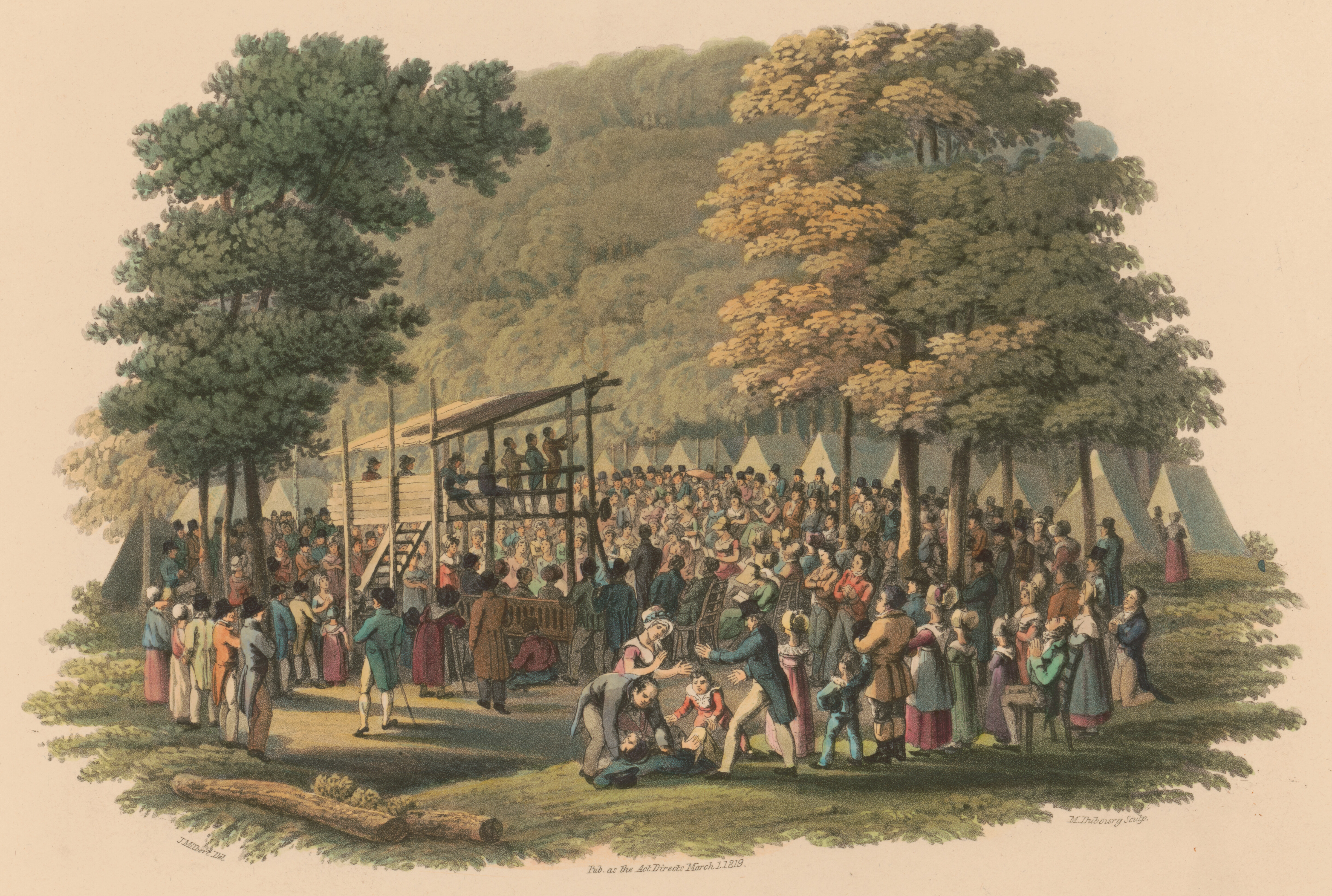
Metodističtí kazatelé jsou známí tím, že na akcích, jako jsou stanová probuzení a táborová shromáždění, hlásají veřejnosti učení o znovuzrození a úplném posvěcení, což je podle nich důvod, proč je Bůh pozvedl k existenci.

Metodisté se hlásí k víře v „jedinou pravou, apoštolskou a všeobecnou církev“ a považují své církve za „privilegovanou větev této pravé církve“. Pokud jde o postavení metodismu v rámci křesťanství, zakladatel hnutí „John Wesley jednou poznamenal, že to, čeho Bůh dosáhl při rozvoji metodismu, není pouhým lidským úsilím, ale Božím dílem. Jako takové bude Bohem zachováno, dokud budou existovat dějiny.“ Wesley jej nazval „velkým depositem“ metodistické víry a výslovně učil, že šíření nauky o úplném posvěcení bylo důvodem, proč Bůh metodisty ve světě pozvedl.

### Restorationismus
Restorationismus je široká kategorie církví, které vznikly během druhého velkého probuzení a které se charakterizují jako návrat k velmi ranému křesťanství po ztrátě pravé víry během velkého odpadnutí. Mezi tyto skupiny patří především křesťanské církve a církve Kristovy, Kristovy církve (Stoneovo-Campbellovo hnutí), kristadelfiáni a hnutí Svatých posledních dnů (mormonismus). Myšlenka „obnovy“ byla oblíbeným tématem doby vzniku těchto větví a v obou se vyvinula v samostatný způsob vyjádření. V hnutí Stone-Campbell byla myšlenka obnovy spojena s osvícenským racionalismem a „vylučovala emocionalismus, spiritismus nebo jiné jevy, které nebylo možné podepřít racionálním odvoláním na biblický text“.

#### Adventisté sedmého dne
Církev adventistů sedmého dne (Církev ASD) se považuje za jedinou pravou církev. Konkrétně učí, že „je ,posledním zbytkemʻ Jeho pravé církve [přesahující] staletí.“ Eschatologie adventistů sedmého dne hlásá myšlenku, že v posledních časech bude „narůstat protiklad mezi ,pravouʻ církví a ,odpadlouʻ církví.“ Podle teologie adventistů sedmého dne jsou tito odpadlíci označováni jako „Babylon“, což je podle nich spojení náboženství (včetně jiných křesťanských denominací), která uctívají neděli místo Hospodinovy soboty, tedy soboty viz Ex 20, 8–11 (Kral, ČEP). Církev ASD podle nich „čerpá podstatnou měrou z biblického textu, zejména z knih Daniel a Zjevení, aby obhájila svůj vlastní status pravé církve ostatků, která má božské pověření jak k existenci, tak ke zvěstování svého apokalyptického poselství celému světu“.

#### Křesťanské konventy
Některé malé episkopální církevní skupiny, jako například „Dělníci a přátelé (Workers and Friends)“, se označují za nedenominační a všechny ostatní církve považují za falešné.

#### Hnutí Svatých posledních dnů
Další informace: Obnova (mormonismus)
V roce 1830 Joseph Smith založil Církev Kristovu (Latter Day Saints, LDS) s přesvědčením, že jde o obnovu původního křesťanství. V roce 1831 ji prohlásil za „jedinou pravou a živou církev na celé zemi.“ Smith později v některých verzích svého prvního vidění v době svého dospívání uvedl, že mu Ježíš řekl, že všechny tehdy existující církve „jsou všechny špatné; [a] že všechna jejich vyznání jsou v jeho očích ohavností“. Svatí posledních dnů spojili své náboženství s „duchem romantismu devatenáctého století“ a v důsledku toho „nikdy neusilovali o obnovu forem a struktur starověké církve jako cílů samých o sobě“, ale „snažili se obnovit zlatý věk, zaznamenaný ve Starém i Novém zákoně, kdy Bůh pronikl do lidských dějin a přímo komunikoval s lidmi“.
Převládající organizací v rámci hnutí je Církev Svatých dnů (LDS), která nadále učí, že je „jedinou pravou a živou církví na celé zemi“. Církev učí, že všichni lidé, kteří dosáhnou nejvyššího stupně spasení, musí být pokřtěni někým, kdo má příslušnou autoritu k vykonání takového obřadu; ti, kteří tuto příležitost za svého života propásli, však mohou být zahrnuti prostřednictvím zástupného křtu za mrtvé, při němž je za ně v chrámu pokřtěn člen církve.
Většina ostatních církví Svatých posledních dnů tvrdí, že je právoplatným pokračovatelem nebo nástupcem církve, kterou založil Smith, a proto tvrdí, že je jedinou pravou církví. Kristova komunita, druhá největší církev Svatých posledních dnů, však ve 21. století toto přesvědčení zrušila ve prospěch postoje, že Společenství Krista „je součástí celého těla Kristova“. Kanonizovaná církevní Nauka a smlouvy nadále obsahují prohlášení, že Církev je „jedinou pravou a živou církví“.

#### Iglesia ni Cristo
Křesťanské náboženství Iglesia ni Cristo (INC) se sídlem na Filipínách se stejně jako ostatní skupiny obnovy hlásí k tomu, že je jedinou církví založenou Ježíšem. Stoupenci zastávají názor, že Iglesia ni Cristo (v tagalštině „Kristova církev“) je jedinou pravou církví Ježíše Krista, která byla obnovena prostřednictvím lidského nástroje (sugo) Felixe Manala. Církev uznává Ježíše Krista jako zakladatele křesťanské církve. Její obnovení je mezitím považováno za znamení konce časů. Věří, že církev odpadla v 1. nebo 4. století kvůli falešnému učení. INC tvrdí, že touto odpadlou církví je římskokatolická církev.
Nebojte se, neboť já jsem s vámi; přivedu vaše potomky od východu a shromáždím vás od západu; řeknu severu: ,Vydejte je!ʻ A jihu: ,Nezadržuj je!ʻ Přiveďte mé syny z daleka a mé dcery z končin země.
– Iz 43, 5–6 (Kral, ČEP)
Členové věří, že Iglesia ni Cristo je naplněním výše uvedené pasáže. Na základě jejich učení se „konce země“ vztahují k době, kdy bude pravá církev obnovena po odpadnutí od víry, a „východ“ odkazuje na Filipíny, kde bude založena „Kristova církev“. INC učí, že její členové tvoří „Boží vyvolení“ a že mimo INC neexistuje žádná spása. Samotná víra ke spasení nestačí. Iglesia ni Cristo říká, že oficiální název pravé církve je „Církev Kristova“. Na podporu tohoto tvrzení INC často cituje dvě pasáže: Řím 16, 16 (Kral, ČEP) „Pozdravujte se navzájem svatým polibkem. Pozdravují vás všechny Kristovy církve“ a překlad Sk 20, 28 (Kral, ČEP) od George Lamsy: „Dbejte tedy ... na to, abyste živili Kristovu církev, kterou si získal svou krví“.